# Jag ger dig, Gud, mitt allt
Jag ger dig, Gud, mitt allt är en sång med text från 1889 av Bramwell Booth. Musiken är gjord av Bentley D. Ackley.

## Publicerad i
- Frälsningsarméns sångbok 1968 som nr 73 i körsångsdelen under rubriken "Helgelse".
- Frälsningsarméns sångbok 1990 som nr 795 under rubriken "Helgelse".